# Małgorzata Ostrowska
Małgorzata Maria Ostrowska (Szczecinek, 2 maggio 1958) è una cantante polacca.

## Biografia
Małgorzata Ostrowska è salita alla ribalta come cantante del gruppo rock Lombard, con cui ha pubblicato nove album fra il 1981 e il 1991. Nel 1999 è stata insignita del premio alla carriera "Bursztynowy Słowik" al Festival internazionale della canzone di Sopot.
L'album di debutto come solista di Małgorzata Ostrowska, Alchemia, è stato pubblicato nel 1999. Il suo primo piazzamento nella top 50 polacca è arrivato nel 2007 con il quarto album Słowa; è entrata nuovamente in classifica nel 2009 con il sesto album Na świecie nie ma pustych miejsc, che ha raggiunto il 38º posto.

## Discografia

### Album in studio
- 1999 – Alchemia
- 2000 – Przed świtem
- 2001 – Instynkt
- 2007 – Słowa
- 2012 – Gramy!
- 2019 – Na świecie nie ma pustych miejsc

### Raccolte
- 1993 – Małgorzata Ostrowska
- 2007 – Moja kolekcja

### Singoli
- 1999 – Lawa
- 1999 – Tak jak pierwszy raz
- 1999 – Cisza jak dziś
- 1999 – Teraz, kiedy wiem
- 1999 – Mijamy się, mijamy się
- 2000 – Jeśli tak miało być
- 2000 – Głupi świat
- 2000 – Pogodnych świąt
- 2001 – 7.05 (Przed świtem)
- 2001 – Nie chcę, nie umiem
- 2001 – Śmierć dyskotece!
- 2002 – Słońce, które znasz
- 2002 – Adriatyk, ocean gorący
- 2003 – Nie uwierzę
- 2007 – Tak mało czasu (Mało)
- 2007 – Słowa, jak węże do ucha
- 2007 – Rzeka we mnie
- 2007 – Jeśli było
- 2008 – Wiara to skrzydła
- 2009 – Z dalekiej podróży
- 2010 – Szpilki - taką mnie chcesz
- 2012 – Po niebieskim niebie
- 2012 – Gdy pada deszcz
- 2019 – Czekanie
- 2019 – Ziemia w ogniu
- 2020 – Teraz